# 丹後半島の離村・廃村

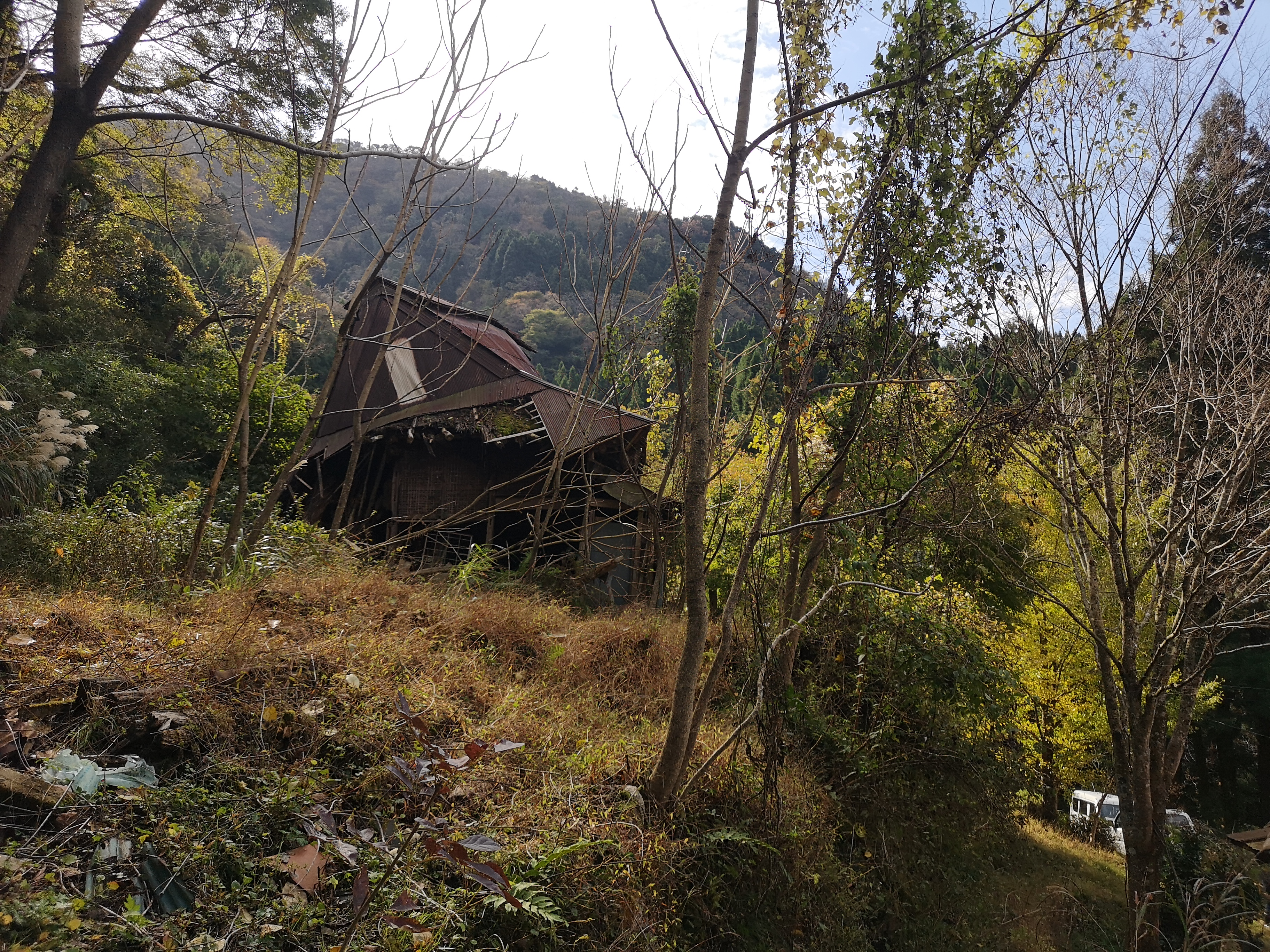
2021年11月の小脇集落(1989年廃村)

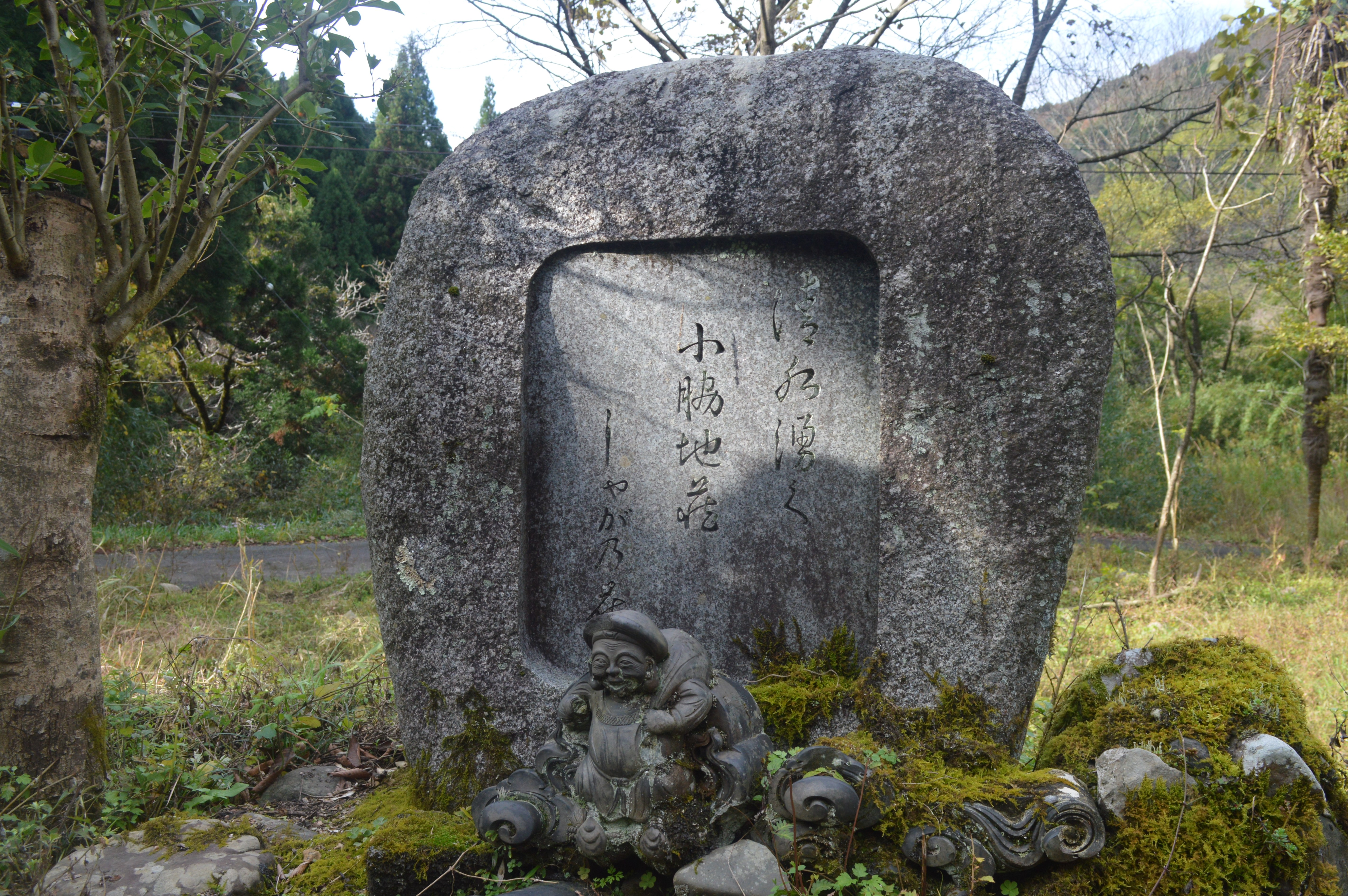
跡地に残る石碑（小脇）

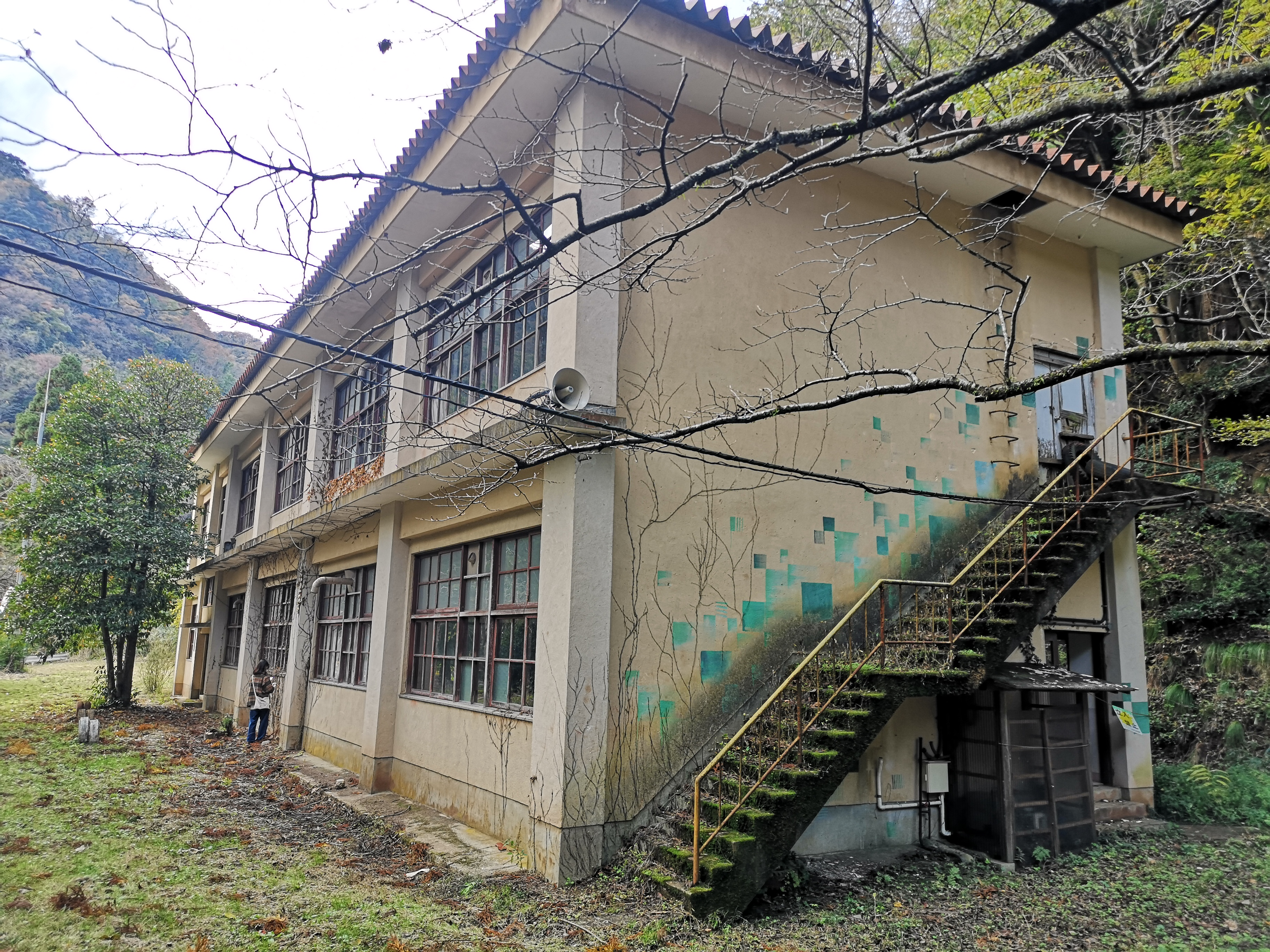
丹後町の4廃村の子どもたちが通った虎杖小学校(廃校)

丹後半島の離村・廃村（たんごはんとうのりそん・はいそん）の項では、京都府北部の丹後半島における、主に昭和期以降の離村及び廃村集落について記す。
丹後半島の山間部、なかでも竹野川以東は日本で廃村が先行的に、かつ集中的に発生した地域であり、京都府内でもっとも過疎化の著しい地域である。1955年（昭和30年）以降の高度経済成長や1963年（昭和38年）冬の豪雪などをきっかけに、平成元年までだけで少なくとも67集落が廃村となったことが確認されている。

## 離村・廃村の傾向

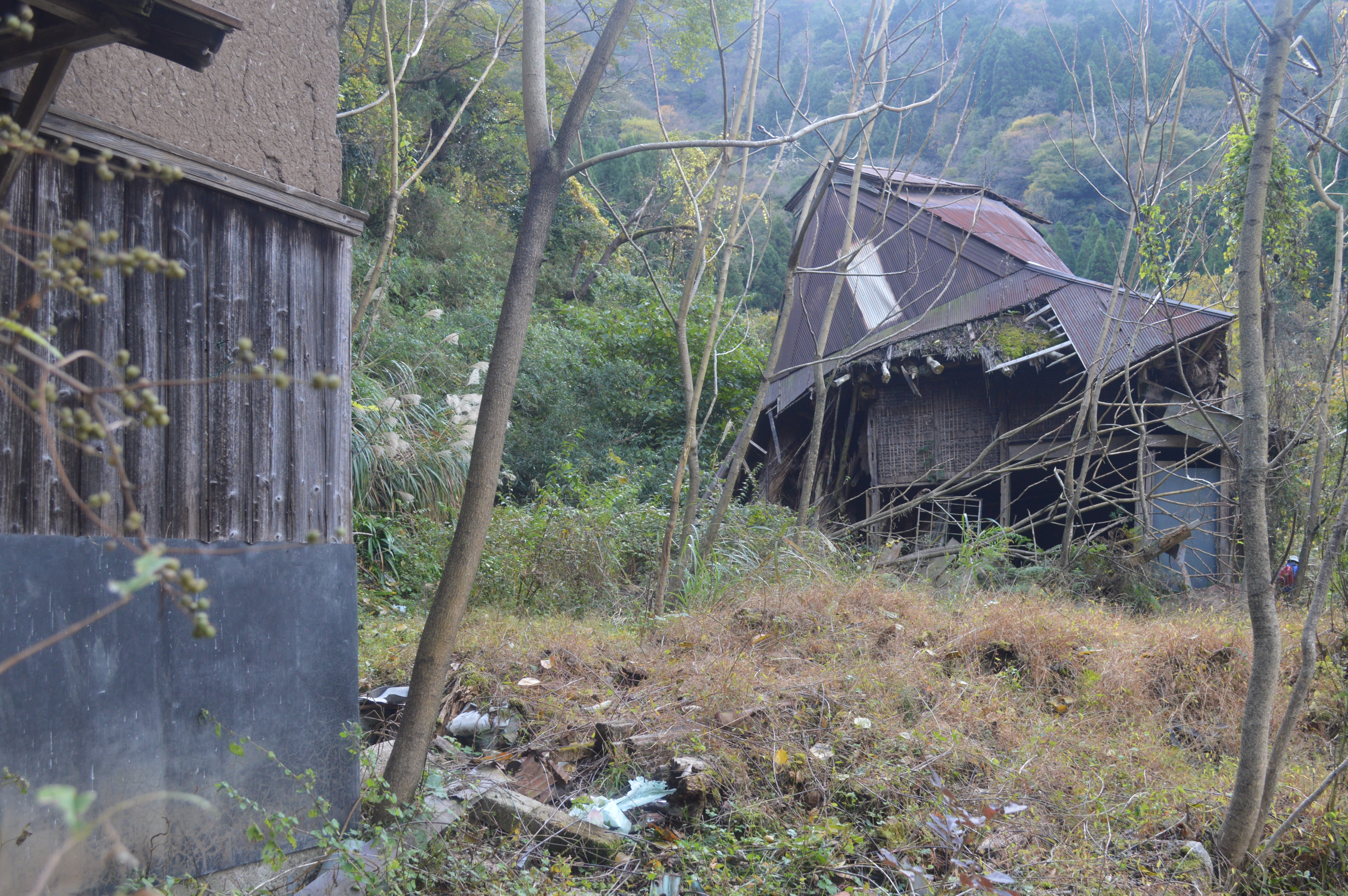
1989年廃村の小脇集落最後の住民宅（2021年11月）

### 要因
丹後半島では明治期以降で少なくとも67の集落が廃村となり、このうちの39集落は1963年（昭和38年）の三八豪雪以降に廃村となった。明治以降の近代化に伴って山間部の人口は徐々に減少していたところに、1955年（昭和30年）以降の高度経済成長と1963年（昭和38年）冬の豪雪が拍車をかけて、急速かつ大量の離村現象を引き起こしたものである。
地域的にみると大半が標高100メートル以上の高地にあり、多くは標高200〜400メートルに位置した。もともと寒冷で積雪が多く、平野部が少なく傾斜地が多いために日照時間が短く、農耕による生産性が低い集落がほとんどであった。交通の便が悪く戸数も少ないことから、廃村に到るまでついに電灯が付かなかった地域もある。丹後半島部では竹野川以東に多く、丹後半島東部の高原地帯や谷頭部にあった集落が大部分を占める。また、宮津市周辺では、天橋立以北の橋北地区に廃村現象がおおく見られ、中でも最も早い段階で廃村化したのは「牧」集落で、1957年（昭和32年）のことであった。その後、隣接する岩滝町の「蛇谷」集落を含めて9集落で、また、1976年（昭和51年）には橋南地区の「嶽」集落でも廃村現象が見られたことより、廃村現象は丹後半島東部の高原から南下して進んでいるのではないかとも考えられている。
丹後半島では、昭和期以前にもいくつかの廃村はあったが、大正期の離村傾向は第一次世界大戦後の貧しさからとくに耕地が少なく借金を抱えていた生活困難者がいわば夜逃げ同然に村を去ったもので、多くは記録が残されていない。比較的記録が残る昭和期以降で離村時期を大別すると、昭和初期の経済恐慌や1927年（昭和2年）の北丹後地震の影響によるものと、昭和30年代以降の経済格差の拡大や産業の変化によるものとの2期に分けることができる。

### 離村1期
1927年（昭和2年）に起きた丹後大震災、またその前後の経済的な恐慌の影響を受け、耕地面積の少ない農家を中心に経済的困窮を理由に離村した。また、子供の教育問題も絡み、離村者は元の集落に近い低地集落へ移動した。
特に大宮町の集落（大谷・車谷奥・内山・大河内）にその傾向が見られる。

### 離村2期

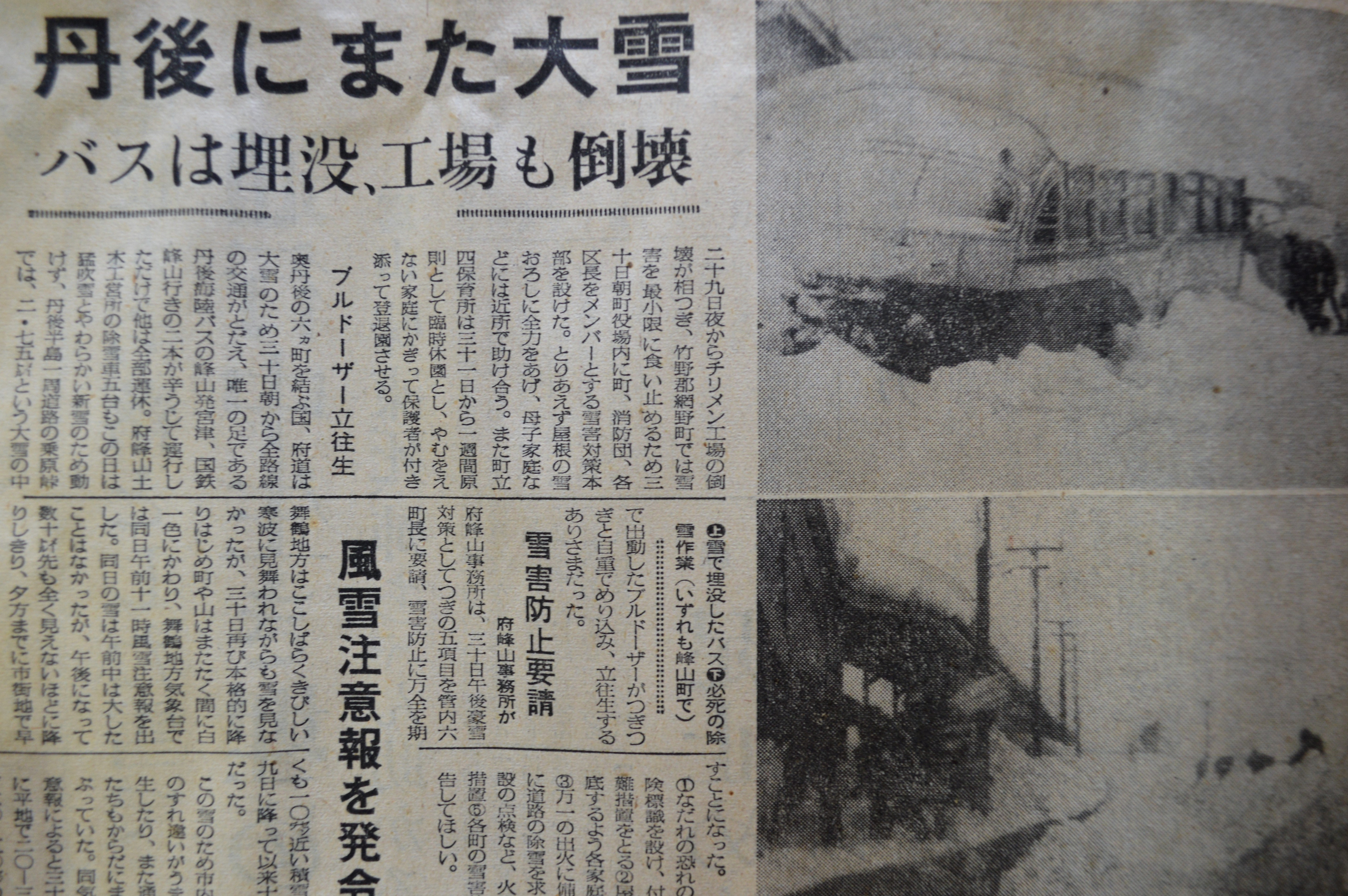
三八豪雪の被害を伝える毎日新聞の記事

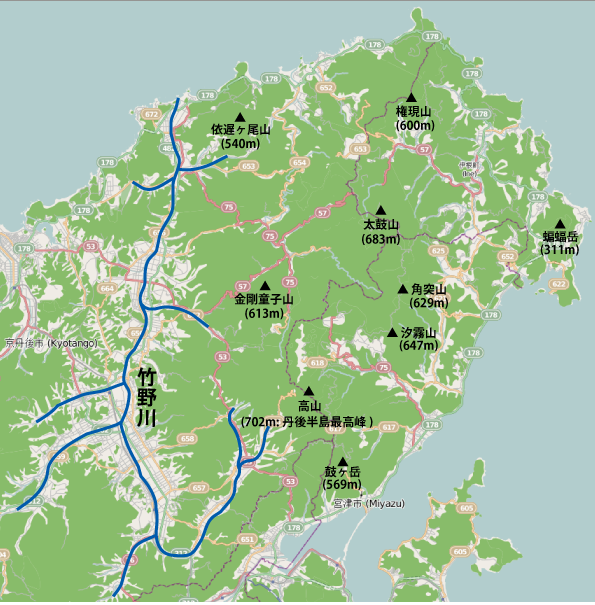
廃村化著しい竹野川以東、丹後半島の山々

離村1期よりも離村者が多く、廃村が著しく増えた。また、離村1期は元集落から近いところへの移動だったが、この時期になると通って耕作することのできる範囲を超え、中遠距離の集落へ移動するようになる。
1955年（昭和30年）以降、高度経済成長期に入り都市部および工業地域と農山村地域との経済格差が広がり、現代的な生活様式への憧れを抱く者も増えたことが要因である。多くの村々で生業としてきた農林業を捨て、丹後地域に新しく進出してきた西陣機業やその他の業種へ従事する人が出るようになった。さらに、廃村化に追い打ちをかけたのが1963年（昭和38年）冬にこの地域を襲った豪雪である。平地においても積雪2メートルを越したところもあった。山間部では6メートルにも達した豪雪により、交通が遮断され、標高の高いところにあった集落は孤立。食糧難に陥り、建物への被害も重なり、山間部からの人口流出を加速させた。特に半島中央部の竹野川の東、丹後町と弥栄町の山間部からは多くの集落が消滅することとなった。
丹後町上宇川地域にあった虎杖小学校では、校区の5集落のうち4集落がわずか11年の間に相次いで廃村となった。1977年（昭和52年）に発刊された虎杖小学校の教諭であった詩人・池井保の著書『亡び村の子らと生きて 丹後半島のへき地教育の記録』は、この時期の村々の様子を克明に記録し、同じく丹後半島で地域教育を実践した渋谷忠男により、「日本列島に茶色くぬられた地域が、高度経済成長のいけにえにされたときの、たたかいの記録」と評されている。

### 離村から廃村に到る過疎と老齢化の傾向
1970年代に厚生省の人口問題研究所が算出した老齢人口計数（65歳以上の人口÷全人口×100パーセント）の全国数字は、1980年（昭和55年）で9パーセント、2000年（平成12年）で10パーセントと推定されていたが、1970年代の時点ですでに丹後町上宇川地区では17.1パーセント、下宇川地域では18パーセントに達しており、この地域一帯で全国に先駆けて離村・廃村化が進んだ要因との関係も濃厚である。
21世紀初頭においても、集落人口が10人にも満たない地区は少なからずあり、集落の廃村化は長く身近な課題となっている。

## 自治体の対策事業
京都府は、住民の去った集落が不動産資本での買い占めや荒廃に至らないよう、1968年（昭和43年）度から全戸が離村した集落の農地・山林原野・立木を離村者の希望に応じて買い取り、離村した人々が将来的に帰村した時にはこれを買い戻せる保障を残す「離村跡地買い上げ事業」を実施した。1972年（昭和47年）までに4集落の307ヘクタールの土地と木が府によって買い上げられ、桐林や竹林の造成試験、肉用牛増殖牧場経営実験などが行われた。買い上げた土地を農地法で保護することで試験研究以外の目的に転用することを禁じたこの事業は、資源の保全と離村者の離村体験の援助の両面から全国的にも注目されたが、結果的に離村を促進する消極的な過疎対策という印象を脱却することはできず、4年間で事実上打ち切りとなった。
これに替わる積極的な対策として、時を置かず京都府が打ち出した方策が、離村・廃村の著しい丹後半島の尾根づたいに、南北の市町村境界線に沿って丹後縦貫林道を建設する計画である。延長46.4キロメートル、幅4メートル、総工費25.5億円で計画された林道は、もっとも交通条件の悪かった地域に背後の山側から幹線道路を通すことで、抜本的に過疎地域の交通の便を改善し一帯の住民の離村を食い止めるとともに、林業の振興や農業・観光のための土地利用をねらったものであった。
この建設工事は1969年（昭和44年）にはじまり、1980年（昭和50年）に完成をみた。しかし道路の改修により家財の運び出しが容易になったことから、かえって離村を早める結果となった地域もあった。離村・廃村の勢いは丹後縦貫林道の計画発表と同時期に強まり、工事の進行とともに激しさを増していったといわれている。

## 離村した人々と跡地

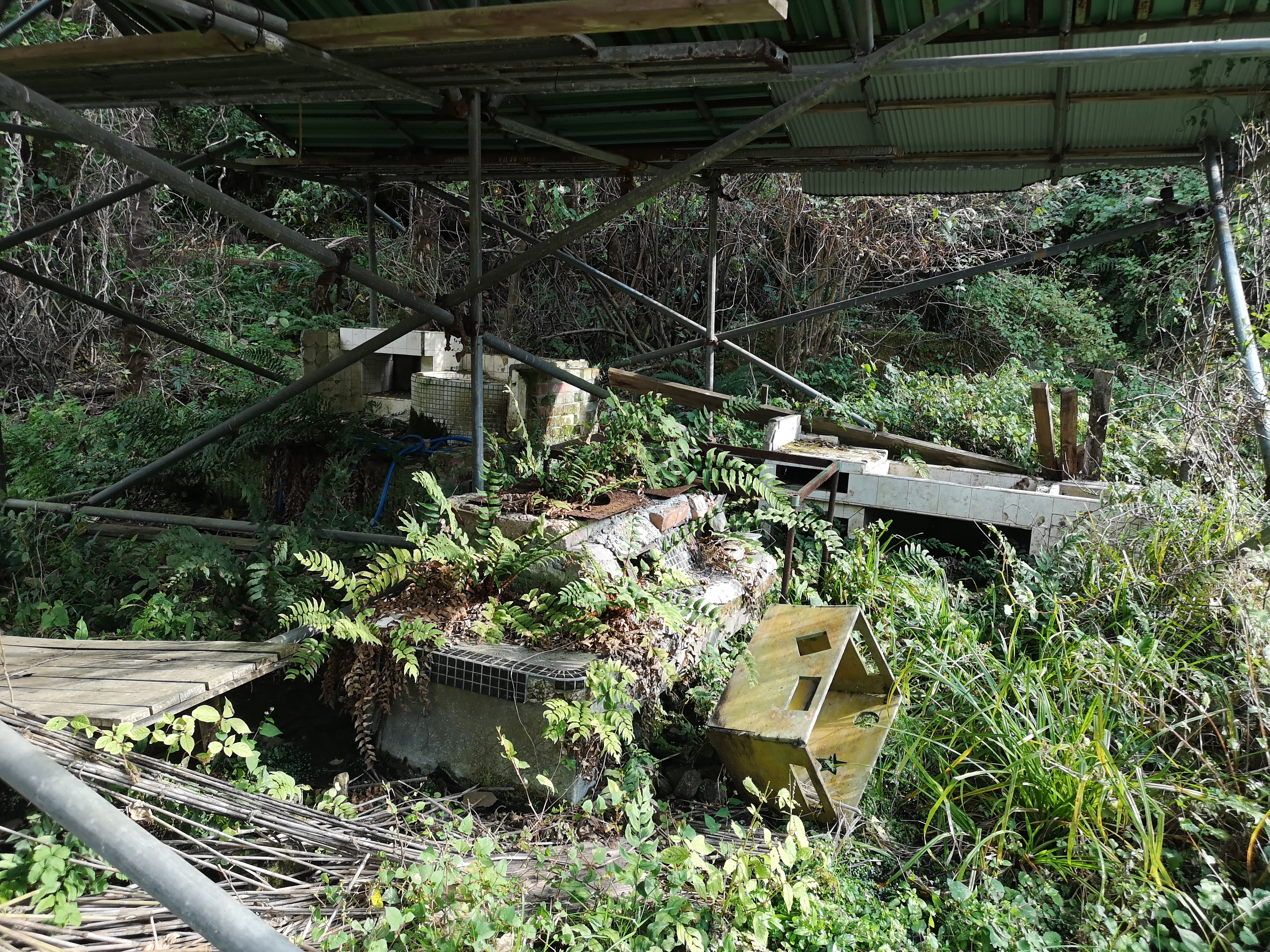
廃村後、キャンプなどに訪れた人が使っていた炊事場や井戸の跡（小脇 2021年11月）

昭和期に移住した人々の行き先は大半が同一郡内であったが、先に離村した子どもの勤務先である都市部や遠隔地に移住した者もいる。近在に移住した人々は農業や機業に従事する一方で、元の村に残してきた土地に農地を維持したり植林するなどして、その手入れに通う人もいる。
村の跡地は、条件の比較的良い場所では公共施設が置かれたり、出張耕作で農地を維持したり、国などが買い上げて営林地となったところもある。ごくまれに他地域から1〜2戸が移住して、新たな集落の歴史を刻む土地もあるが、大半は放置され自然に還るままとなっている。

## 丹後半島の離村・廃村の一覧

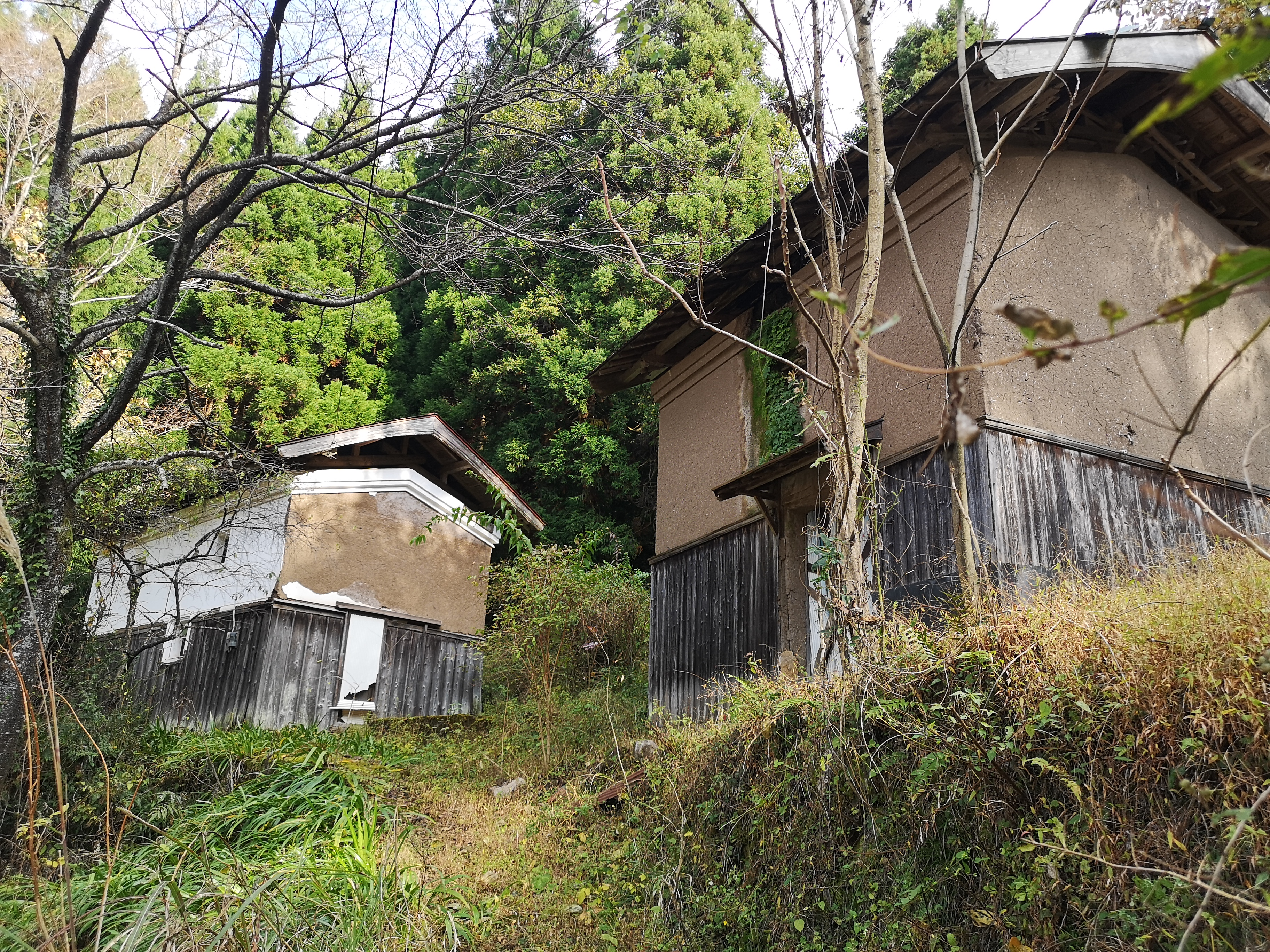
廃村に残る土蔵（1989年廃村の小脇において、2021年11月撮影）

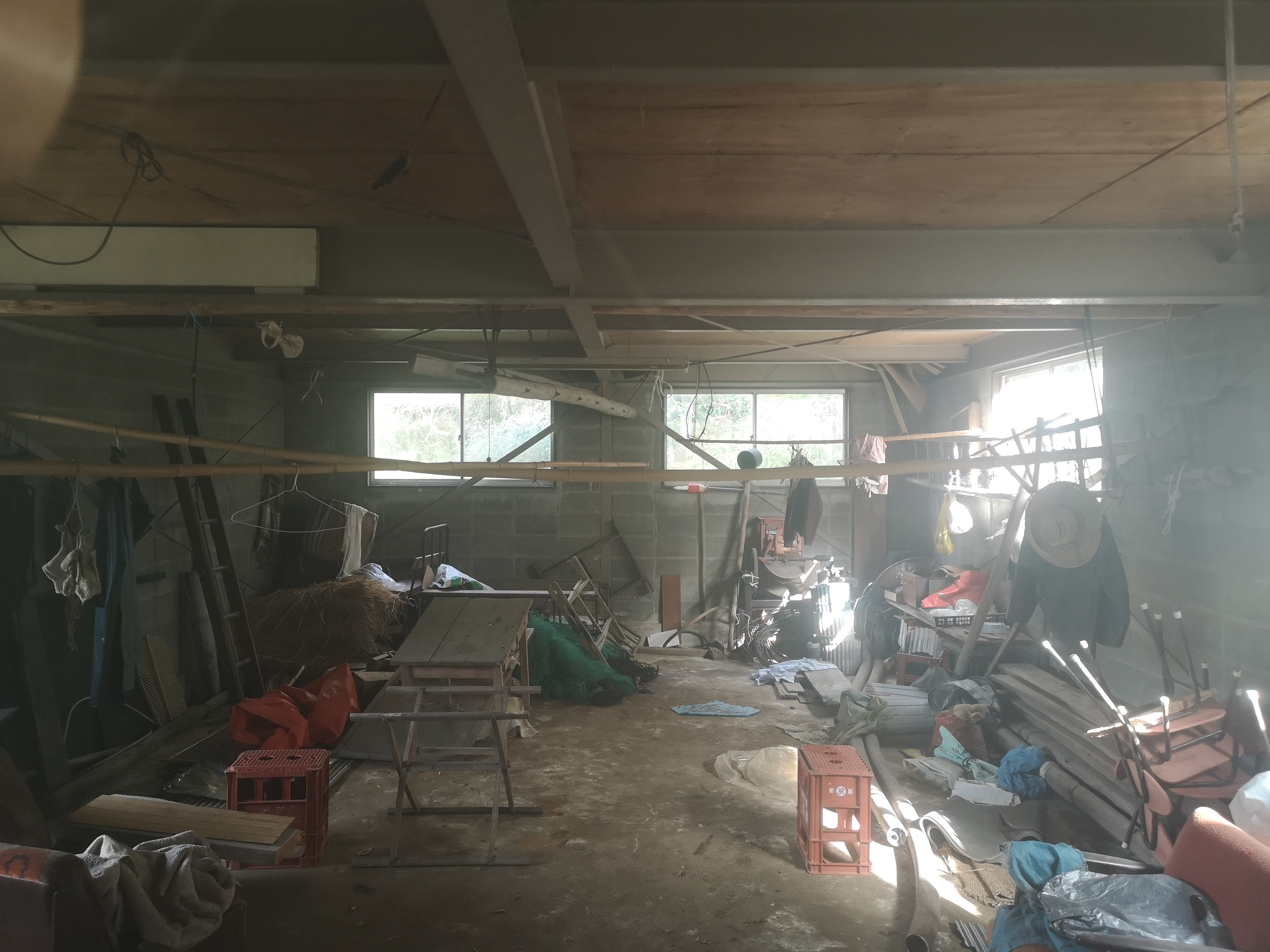
1989年廃村の直前まで使われていた小脇の共同作業場。縄綯えの道具（中央奥のドラム状のもの）や養蚕の箱を乗せる台（左方の机の手前や、左奥で畳まれているもの）など往時の生活道具がそのまま放置されている。

丹後半島の各市町村における廃村（無住化集落）は、以下の通りである。（　）内には廃村の年を記載する。
弥栄町（現京丹後市）
奈具（嘉吉3年）、箕ヶ窪（明治40年頃）、芦谷（明治40年頃）、岩野（明治40年頃）、筬津（明治40年頃）、二俣（明治40年頃）、滝脇（大正初年）、六谷（昭和25年）、中尾引（昭和30年）、表山（昭和34年）、三舟（昭和34年）、尾崎（昭和38年）、茶園（昭和38年）、平家（昭和38年）、住山（昭和40年）、小杉（昭和42年）、高原（昭和42年）、畑（昭和43年）、吉津（昭和44年）、黒川（昭和45年）、白砂子（不明）、鉢ヶ窪（不明）

丹後町（現京丹後市）
依遅ヶ尾（明治期以前）、碇（昭和28年）、竹久僧（昭和39年）、栃谷（昭和43年）、乗田原（昭和44年）、一段（昭和45年）頃、三山（昭和49年）、力石（昭和50年）、大石（昭和53年）、神主（昭和53年）、相川谷（昭和60年）頃、小脇（平成元年）

網野町（現京丹後市）
尾坂（昭和37年）、日和田（昭和41年）
久美浜町（現京丹後市）
一乗寺（昭和初年）、山内（不明）、萱谷（不明）
大宮町（現京丹後市）
大野河原（嘉吉3年）、滝谷（大正初年）、谷（大正初年）、大河内（昭和5年）、奥車谷（昭和28年）、内山（昭和48年）、大谷（昭和48年）
伊根町
大石畑（明治末）、曽布谷（大正末年）、神山（昭和初年）、下長延（昭和4年）、福ノ内（昭和4年）、大段（昭和38年）、田坪（昭和42年）、吉谷（昭和52年）、足谷（平成元年）、瀬戸（不明）
加悦町（現与謝野町）
中縄（江戸期）、大田和（昭和48年）、深山（昭和48年）
岩滝町（現与謝野町）
蛇谷（昭和36年）
宮津市
長尾（文化11年）、元田井（江戸末期）、和野（昭和初期）、牧（昭和32年）、西谷（昭和39年）、東谷（昭和40年）、成谷（昭和44年）、段（昭和45年）、駒倉（昭和47年）、柿ヶ成（昭和49年）、嶽（昭和52年）